# Opanara perahuensis
Opanara perahuensis је пуж из реда Stylommatophora. 

## Угроженост
Ова врста је крајње угрожена и у великој опасности од изумирања.

## Распрострањење
Само француска Полинезија.

## Станиште
Врста Opanara perahuensis има станиште на копну.